# Wilhelm Tomaschek
Wilhelm Tomaschek (tjeckiska Vilém Tomášek), född den 26 maj 1841 i Olmütz, död den 9 september 1901 i Wien, var en österrikisk geograf och orientalist.
Tomaschek undervisade från 1877 som extra ordinarie professor i geografi vid universitetet i Graz. År 1881 utnämndes han till ordinarie professor. År 1885 flyttade han till universitetet i Wien. Tomaschek var sedan 1882 korresponderande ledamot av vetenskapsakademien i Wien, sedan 1899 verklig ledamot.